# Blurry
«Blurry» es el segundo sencillo de la banda estadounidense de metal alternativo Puddle of Mudd en su primer álbum Come Clean. La canción es la canción más conocida de la banda, alcanzando el lugar número uno en las pistas Billboard Hot Mainstream Rock y Hot Modern Rock Tracks listas durante diecinueve semanas, respectivamente. Esto pronto se impulsó la única para el éxito de corriente, alcanzando el puesto número 5 en el Billboard Hot 100 Airplay y el Billboard Hot 100. La canción es también más alta sola EE. UU. vendido de la banda nunca, con unas ventas de 753 000 copias, a partir de 2010.

## Video musical
El video musical de la canción muestra a Scantlin jugando con su hijo, Jordan, intercalados con disparos de la banda tocando en un garaje. Hacia el final, como la canción recoge, se muestra a Jordan conduciendo fuera en el asiento trasero con un hombre y una mujer en el asiento delantero (presumiblemente la madre y el padrastro de Jordan), como Wes mira el coche con tristeza. 
El video fue dirigido por líder de Limp Bizkit, Fred Durst.

## Sencillo
Promo sencillo
| N.º | Título                                    | Duración |  |
| 1.  | «Blurry (Radio Edit)» (Scantlin)          | 4:20     |  |
| 2.  | «Blurry (Álbum Versión)»                  | 5:06     |  |
| 3.  | «Blurry (Video)» (Directed By Fred Durst) | 4:16     |  |

Enhanced Single
| N.º | Título                                          | Duración |  |
| 1.  | «Blurry (Álbum Versión)»                        | 5:06     |  |
| 2.  | «All I Ask For» (Scantlin, from Abrasive Álbum) | 4:55     |  |
| 3.  | «Nobody Told Me (Álbum Versión)» (Scantlin)     | 5:23     |  |
| 4.  | «Blurry (Video)» (Directed By Fred Durst)       | 4:16     |  |

## Posiciones
| Lista (2001–2002)                               | Posición |
| ----------------------------------------------- | -------- |
| Alemania (Offizielle Deutsche Charts)           | 44       |
| Estados Unidos Billboard Hot 100                | 5        |
| Estados Unidos Billboard Mainstream Rock Tracks | 1        |
| Estados Unidos Billboard Modern Rock Tracks     | 1        |
| Estados Unidos Billboard Mainstream Top 40      | 3        |
| Estados Unidos Billboard Adult Top 40 Tracks    | 6        |
| Estados Unidos Billboard Top 40 Tracks          | 6        |
| Francia (SNEP)                                  | 74       |
| Irlanda (IRMA)                                  | 18       |
| Nueva Zelanda (Recorded Music NZ)               | 9        |
| Países Bajos (Mega Single Top 100)              | 98       |
| Reino Unido UK Singles Chart                    | 8        |
| Suiza (Schweizer Hitparade)                     | 72       |